# Minazuki (destroyer, 1926)
Pour les autres navires du même nom, voir Minazuki.
Le Minazuki (水無月) est un destroyer de la classe Mutsuki construit pour la Marine impériale japonaise pendant les années 1920.

## Historique
Au moment de l'attaque sur Pearl Harbor, le Minazuki rejoint le 22e division de la 5e escadron de destroyers (3e flotte), déployée depuis le district de garde de Mako (Pescadores) dans le cadre de la force d'invasion japonaise pour l'opération M, au cours duquel il assiste les débarquements des forces japonaises dans le golfe de Lingayen et à Aparri.
Au début de 1942, le Minazuki escorte des convois de troupes vers l'Indochine française pour l'opération E (invasion de la Malaisie) et l'opération J (invasion de Java, Indes orientales néerlandaises) en février. À partir du 10 mars 1942, il est réaffecté à la Flotte de la région sud-ouest (Southwest Area Fleet) et escorte des convois de troupes entre Singapour et autour des Indes orientales néerlandaises occupées. Il retourne à l'arsenal naval de Sasebo pour des réparations le 18 août, rejoignant la flotte le 4 octobre. 
Le Minazuki est affecté à la 8e flotte basée Rabaul le 25 février 1943, effectuant des missions de transport de troupes « Tokyo Express » à travers les îles Salomon jusqu'à la fin de l'année. Il débarque des troupes lors de la bataille de Kolombangara (12 juillet), mais ne participe à aucun combat. Il est légèrement endommagé par attaque aérienne près des Shortland et se replie à l'arsenal naval de Kure. Le 13 septembre, le Minazuki retourne à Rabaul et, à partir du 28 septembre, évacue les troupes japonaises de Kolombangara. Le 2 octobre, le Minazuki engage trois destroyers américains sans succès tout en étant touché par trois obus. Dix jours plus tard, il reprend ses missions « Tokyo Express » à Buka et Kavieng, en Nouvelle-Irlande, jusqu'à la fin de l'année. Le 4 novembre, il secourt 267 survivants du transport endommagé Kiyozumi Maru.
Après quelques réparations de fin d'année, le Minazuki reprend ses « Tokyo Express » vers Rabaul à la fin de février, avant de patrouiller depuis Palau en mars et avril. À partir du 1er mai, le Minazuki dans la Flotte de la zone du Pacifique central (Central Pacific Area Fleet (en)), escortant des convois de troupes de Yokosuka à Saipan durant le mois.
Le 6 juin, après avoir quitté Tawi-Tawi avec un convoi de pétroliers entre Balikpapan à Bornéo, le Minazuki est torpillé par le sous-marin USS Harder au large de Tawi-Tawi, à la position géographique 4° 05′ N, 119° 30′ E. Le destroyer Wakatsuki secourt ensuite 45 survivants. Le capitaine du Minazuki, le lieutenant Kieji Isobe, ne fait pas partie des survivants.
Le navire est rayé des listes de la marine le 10 août 1944.